# Milicia de la Inmaculada

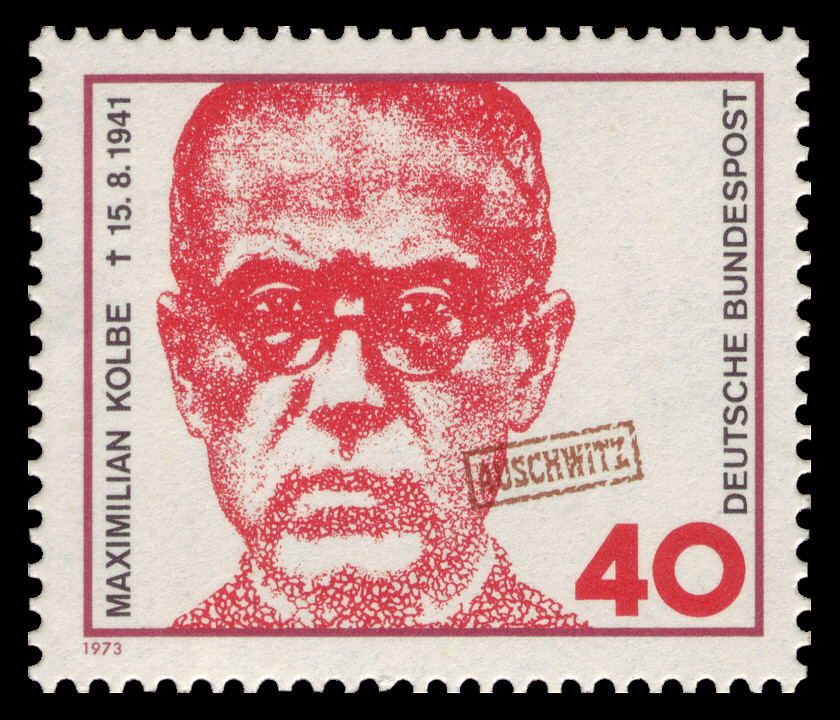
San Maximiliano Kolbe conmemorado en un sello de Alemania Occidental de 1973. Emitido por Deutsche Bundespost

La Milicia de la Inmaculada, también conocidos como Caballeros de la Inmaculada y en latín Militia Immaculatae, es un movimiento católico de evangelización mundial, fundado por san Maximiliano Kolbe en 1917.

## Historia
La Milicia de la Inmaculada ( o MI) fue fundada en el Colegio Internacional de los Frailes Menores Conventuales, entonces sede de la Facultad Pontificia de Teología “San Buenaventura”, el 16 de octubre de 1917, por iniciativa del padre Maximiliano Kolbe (1894-1941), religioso de esa Orden, mártir de caridad en Auschwitz, declarado beato por Pablo VI y santo por Juan Pablo II.
La Milicia de la Inmaculada está abierta para todos los católicos y motiva a la consagración o entrega total a la Virgen María por la conversión propia y del mundo. 
Kolbe presentó la idea de formar la MI a su director espiritual jesuita, así como a su superior franciscano en la casa de estudios en Roma, se le animó a proceder.  
Se estableció como Unión Piadosa el día 2 de enero de 1922, por el Vicariato de Roma.
La asociación creció y se esparció por múltiples países. En fecha 16 de octubre de 1997, el Consejo Pontificio para los laicos decretó a la "Militia Immaculatae" como asociación de fieles de derecho pontificio.
La MI tiene más de 3 millones de miembros en 48 países.

## Finalidad
En los actuales estatutos del movimiento se define claramente su finalidad: "El  fin  de  la  M.I.,  universal  como  su  misión,  consiste  en  colaborar  a  la  conversión  y  la  santificación  de todos,  proporcionando  la  máxima  gloria  a  la  Santísima  e  indivisible  Trinidad  (cfr.  LG  69).  Los  miembros de  la  M.I.  viven  la  propia  vocación  bautismal  acogiendo  el  don  del  Redentor  de  la  Cruz:  “Ahí  tienes  a tu  madre”  (Jn.19,  27)  y  se  entregan  y  se  dan  totalmente  a  la  Inmaculada  en  vista  de  la  propia  santificación y  para  colaborar  en su misión materna  de  orientar a  Cristo el corazón de  cada  hombre. El mismo Cristo en  el  Calvario  realiza  el  primer  acto  de  consagración,  dando  el  discípulo  a  María  y  María  al  discípulo (cfr.  Jn  19,25-27),  de  forma  que  la  vida  del  discípulo,  desde  aquel  momento,  se  caracteriza  por  su presencia  materna  (cfr.  RM  45).  Una  de  las  formas  en  las  que  se  practica  y  se  expresa  en  la  historia  de la  Iglesia  la  especial  consagración  del  hombre  a  la  Madre  de  Cristo  (cfr.  RM  45),  es  la  de  San Maximiliano  Kolbe.  Él  vivió  una  relación  singular  con  María,  vital  y  dinámica,  entendida  como  una “transformación en Ella”, un “ser de  Ella”  (EK  508)  para  alcanzar  una  unión más perfecta con Cristo,  y para  indicarlo, como ella  (cfr.  Jn  2,5),  a  todos  los  hombres. La  donación  total  de  uno  mismo  a  la  Inmaculada  en  el  espíritu  de  la  M.I.  es  un  compromiso  responsable y  dinámico  para  vivir  el  seguimiento  de  Cristo  a  ejemplo  de  María,  para  crecer  en  la  fe,  en  la  esperanza, en la caridad hasta  ponernos al servicio de  la misión salvífica  de  Él."

## Espiritualidad
La  M.I.  es  una  asociación  cuyos  miembros,  con  San  Maximiliano,  contemplan  en  María  Inmaculada  la belleza  incontaminada  con  la  que  el  Padre  nos  ha  pensado  en  Cristo  desde  la  creación  del  mundo,  cuando nos  eligió  en  él  ser  santos  e  inmaculados  en  presencia  de  su  amor  (cfr.  Ef  1,3-14).  María  es  la  criatura nueva  plasmada  por  el  Espíritu  (cfr.  LG  56)  “llena  de  gracia”  (Lc  1,28)  en  vista  de  su  misión  de  Madre del  Hijo  de  Dios,  el  inicio  de  nuestra  redención,  fruto  anticipado  de  la  Pascua  de  Cristo,  resplandeciente de  la  belleza  del  Resucitado  en  la  Iglesia  en  camino  (cfr.  LG  68).  Los  miembros  de  la  M.I.,  reconociendo en  ella  las  primicias  de  los  dones  de  Dios  a  la  humanidad,  y  considerando  que  en  su  vida  terrena  ella avanzó  en  la  peregrinación  de  la  fe,  siguiendo  a  su  Hijo  con  total  consagración  desde  la  anunciación hasta  la  cruz  (cfr.  LG  58),  ven  en  ella  el  ejemplo  de  santidad  en  la  que  inspirar  el  propio  seguimiento  de Cristo. Art. 5 Reconociendo  en  la  Inmaculada  la  perfecta  discípula  del  Señor,  el  modelo  del  creyente,  los  miembros de  la  M.I.,  traducen  la  invitación  de  San  Maximiliano  a  “ser  de  Ella”  en  un  itinerario  apto  para  hacer propias  las  actitudes  de  la  Virgen  en  su  relación  con  Dios y  con  los  hermanos.  Por  lo  tanto,  siguiendo  el ejemplo de María,  Virgen oyente, Virgen orante,  Virgen Madre, Virgen  consagrada  (cfr.  MC  17-20), ellos procuran vivir: -  la escucha  de  la  Palabra  de  Dios; -  la oración litúrgica  y  personal; -  la caridad hacia todos; -  la consagración del proprio ser, para  colaborar  con  Cristo en la  salvación  del  mundo. Art. 6 La  M.I.  afirma  el  primado  de  la  vida  interior,  de  acuerdo  con  el  principio  preciso  de  San  Maximiliano: “dedícate  sobre  todo  a  ti  mismo  y  de  esta  manera  podrás  entregarte  completamente  a  los  otros…  por  la superabundancia de  tal  plenitud” (cfr.  EK  971; 980).  Los miembros de  la M.I.  renuevan cada  día su consagración  a  la  Inmaculada  y  recitan  la  jaculatoria:  “Oh,  María,  sin  pecado  concebida,  ruega  por nosotros  que  recurrimos  a  ti  y  por  cuantos  a  ti  no  recurren,  en  particular  por  los  alejados  de  la  Iglesia  y por  cuantos  te  son  encomendados”,  unida  a  las  intenciones  propuestas  mensualmente  por  el  Centro Internacional.  Como  signo  de  la  propia  pertenencia  a  la  M.I.  llevan  con  fe  la  Medalla  Milagrosa.

## Santos, Beatos, Venerables y Siervos de Dios de la M.I.

### Santos
- San Maximiliano Kolbe, OFM Conv, MI.

### Beatos
- Beatos Mártires de Niepokalanów; Ludwik Bartosik, Jan Eugeniusz, Piotr Zukowski, Stanislaw Antoni Trojanowski y  Jozef Wojciech Guz. (proclamados Beatos el 13 de junio de 1999 por Juan Pablo II)
- Veronica Antal

### Venerables
- Venerable Elizabeth Maria Satoko Kitahara, MI.[7][8]